# Joy Paul Guilford
Joy Paul Guilford, né le 7 mars 1897 à Marquette (Nebraska) et mort le 26 novembre 1987 à Los Angeles, est un psychologue et professeur de psychologie à l'université de Caroline du Sud américain, connu notamment pour ses travaux sur l'intelligence et sa critique du facteur G de Spearman.

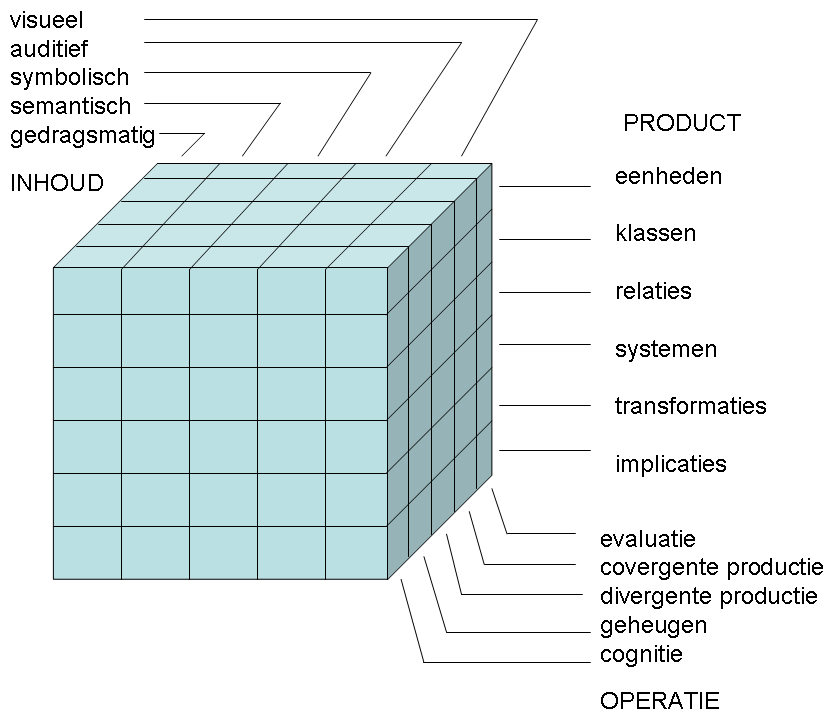
Cube de Guilford

Il a travaillé également sur la notion de trait de personnalité et créé un modèle de descripteur de la personnalité. En se basant sur les travaux de Carl Gustav Jung, il a décrit treize facteurs de la personnalité. Il est notamment à l'origine des notions de pensée convergente et pensée divergente.